# Op de Hollandse toer
Op de Hollandse toer is een Nederlandse film uit 1973 met als internationale titel Going Dutch. Het was de laatste film van cabaretier Wim Sonneveld, die in 1974 overleed.

## Verhaal
Robbie is werknemer van het kleine reisbureau Bon Voyage. Zijn dictatoriale baas heeft net een reisleider ontslagen en nu moet Robbie het overnemen. Hij krijgt een internationaal gezelschap onder zijn hoede, met daarbij kleurrijke figuren. Robbie moet ze alle uithoeken van Nederland laten zien door middel van een ingehuurde bus met een chauffeur die graag naar de jenever grijpt. Ook krijgt Robbie te maken met de wel erg naar liefde snakkende mevrouw Slaughter.

## Rolverdeling
| Acteur            | Personage             |
| ----------------- | --------------------- |
| Wim Sonneveld     | Robbie                |
| Wim Kouwenhoven   | Directeur reisbureau  |
| Adèle Bloemendaal | Mevrouw Slaughter     |
| Joop Doderer      | Buschauffeur Jan      |
| Rudi Falkenhagen  | Sportmasseur bij Ajax |
| Piet Ekel         | Fred                  |
| Barry Hulshoff    | Zichzelf              |